# Biskupia Góra
Biskupia Góra (223,2 m n.p.m.) – jedno z wzniesień pasma morenowych Wzgórz Szymbarskich położone na północ od Zawór.
Z Biskupiej Góry roztacza się szeroka panorama na Jeziora chmieleńskie i pobliskie Chmielno. Na wzniesieniu znajduje się punkt widokowy.
Biskupia Góra wzięła swą nazwę od pobytu na niej w 1926 r. biskupa Stanisława Okoniewskiego. Wcześniej nosiła nazwę Wzgórze Prezydenta.